# Manuel Barbuda
Manuel José Machado Barbuda (Manaus, 25 de dezembro de 1909 — Rio de Janeiro, 3 de dezembro de 1983), mais conhecido como Manuel Barbuda, foi um advogado, promotor de justiça, juiz, desembargador e político brasileiro, outrora deputado federal pelo Amazonas.

## Dados biográficos
Filho de Armando Cruz Barbuda e Teresa Machado Barbuda. Advogado formado em 1930 pela Universidade Federal do Amazonas, no período em 1931 e 1934 exerceu os cargos de prefeito de Itacoatiara e juiz de direito em Benjamim Constant e Manacapuru. Promotor de justiça interino em Manaus durante dois anos a partir de 1935, tornou-se professor da Faculdade de Direito da Universidade Federal do Amazonas e assumiu a direção da mesma em 1942. Membro da Sociedade de Criminologia do Amazonas, fez parte do Instituto de Direito Social, dirigiu o jornal O Momento e como tal ingressou na Associação Amazonense de Imprensa. Integrante da diretoria da seccional amazonense da Ordem dos Advogados do Brasil, ascendeu ao conselho federal da mesma e em sua carreira jurídica alcançou o posto de desembargador no Tribunal de Justiça do Amazonas.
Após o Estado Novo tornou-se membro do diretório estadual do PSD e por esta legenda foi candidato a deputado federal pelo Amazonas em 1947, não sendo eleito por falta de quociente eleitoral. De volta à política, foi eleito deputado federal  em 1954. Derrotado ao buscar a reeleição via PST em 1958, assumiu a Secretaria do Interior e Justiça no ano seguinte, durante o primeiro governo Gilberto Mestrinho. Em 1962 elegeu-se primeiro suplente de deputado federal na legenda do PTB e foi convocado a exercer o mandato com a nomeação de Almino Afonso para o cargo de ministro do Trabalho pelo presidente João Goulart.
Com a vitória do Regime Militar de 1964 foi promulgado o Ato Institucional Número Um, instrumento responsável pela cassação de Almino Afonso e a consequente efetivação de Manuel Barbuda como deputado federal. Por causa da imposição do bipartidarismo através do Ato Institucional Número Dois, migrou para o MDB e por esta legenda foi derrotado ao buscar a reeleição em 1966. A partir de então dedicou-se apenas à advocacia.